# パトリック・ヴィマー
パトリック・ヴィマー（Patrick Wimmer , 2001年5月30日 - ）は、オーストリア・ニーダーエスターライヒ州トゥルン・アン・デア・ドナウ出身のサッカー選手。オーストリア代表。ブンデスリーガ・VfLヴォルフスブルク所属。ポジションはMF。

## クラブ経歴
2017年に4部リーグのSKガフレンツでプロデビュー。2年間で9ゴールを決め、2019年6月にFKアウストリア・ウィーンと契約。チームIIで15試合2ゴールを記録し、12月にトップチームに昇格。同月9日のSKラピード・ウィーン戦でトップチームデビュー。以降出場機会も増え、2019-20シーズンは19試合2ゴールを記録。翌2020-21シーズンは先発に定着し、得点能力も開花。34試合で6ゴールを決め、2021年5月にはリーグ戦3試合連続ゴールを決めた。
2021年8月10日、アルミニア・ビーレフェルトと4年契約を締結したことが発表。8月27日のアイントラハト・フランクフルト戦で移籍後初ゴールを決めた。
2022年4月14日、VfLヴォルフスブルクと5年契約を締結し、同年7月より加入することが発表された。

## 代表経歴
2019年から、各ユース世代のオーストリア代表に招集されている。